# ادوین جکسون (بازیکن بیسبال)
ادوین جکسون (انگلیسی: Edwin Jackson؛ زادهٔ ۹ سپتامبر ۱۹۸۳) بازیکن بیس‌بال اهل ایالات متحده آمریکا است.
از باشگاه‌هایی که در آن بازی کرده‌است می‌توان به سنت لوئیس کاردینالز اشاره کرد.
وی در مسابقات کشوری و بین‌المللی در مجموع برندهٔ ۱ مدال نقره شده‌است.